# 4. etape af Tour de France 2007

Fjerde etape af Tour de France 2007 blev kørt onsdag d. 11. juli og gik fra Villers-Cotterêts til Joigny begge i Frankrig.
Ruten var 193 km lang og var med sine fire kategori 4 stigninger en flad etape, med en forventet massespurt ved målstregen.
- Etape: 4
- Dato: 11. juli
- Længde: 193 km
- Danske resultater:

135. Michael Rasmussen + 0.0
- Gennemsnitshastighed: 41 km/t

## Sprint og bjergpasseringer

### 1. sprint (La Ferte-Gaucher)
Efter 69 km
| Vinder | Juan Antonio Flecha | 6p, 6s |
| 2.     | Sylvain Chavanel    | 4p, 4s |
| 3.     | Matthieu Sprick     | 2p, 2s |

### 2. sprint (Soligny-les-Etangs)
Efter 122,5 km
| Vinder | Juan Antonio Flecha | 6p, 6s |
| 2.     | Sylvain Chavanel    | 4p, 4s |
| 3.     | Christian Knees     | 2p, 2s |

### 3. sprint (Theil-sur-Vanne)
Efter 158,5 km
| Vinder | Juan Antonio Flecha | 6p, 6s |
| 2.     | Sylvain Chavanel    | 4p, 4s |
| 3.     | Christian Knees     | 2p, 2s |

### 1. bjerg (Côte de Veuilly-la-Poterie)
4. kategori stigning efter 23,5 km
| Plads | Navn                  | Point |
| ----- | --------------------- | ----- |
| 1.    | Aljaksandr Kuschynski | 3     |
| 2.    | David Millar          | 2     |
| 3.    | Stéphane Augé         | 1     |

### 2. bjerg (Côte de Doucy)
4. kategori stigning efter 62,5 km
| Plads | Navn                | Point |
| ----- | ------------------- | ----- |
| 1.    | Sylvain Chavanel    | 3     |
| 2.    | Juan Antonio Flecha | 2     |
| 3.    | Gorka Verdugo       | 1     |

### 3. bjerg (Côte de Galbaux)
4. kategori stigning efter 142,5 km
| Plads | Navn                | Point |
| ----- | ------------------- | ----- |
| 1.    | Sylvain Chavanel    | 3     |
| 2.    | Christian Knees     | 2     |
| 3.    | Juan Antonio Flecha | 1     |

### 4. bjerg (Côte de Bel-Air)
4. kategori stigning efter 144 km
| Plads | Navn             | Point |
| ----- | ---------------- | ----- |
| 1.    | Christian Knees  | 3     |
| 2.    | Matthieu Sprick  | 2     |
| 3.    | Sylvain Chavanel | 1     |

## Udgående ryttere
- 19 Xabier Zandio fra Caisse d'Epargne udgik under etapen på grund af en skade.

## Resultatliste
|    | Navn               | Land           | Hold               | Tid     |
| -- | ------------------ | -------------- | ------------------ | ------- |
| 1  | Thor Hushovd       | Norge          | Crédit Agricole    | 4:37.47 |
| 2  | Robert Hunter      | Sydafrika      | Barloworld         | + 0.0   |
| 3  | Oscar Freire       | Spanien        | Rabobank           | + 0.0   |
| 4  | Erik Zabel         | Tyskland       | Milram             | + 0.0   |
| 5  | Danilo Napolitano  | Italien        | Lampre             | + 0.0   |
| 6  | Gert Steegmans     | Belgien        | Quickstep          | + 0.0   |
| 7  | Robert Förster     | Tyskland       | Gerolsteiner       | + 0.0   |
| 8  | Tom Boonen         | Belgien        | Quickstep          | + 0.0   |
| 9  | Sébastien Chavanel | Frankrig       | Française des Jeux | + 0.0   |
| 10 | Mark Cavendish     | Storbritannien | T-Mobile           | + 0.0   |